# Шкрбо, Стефан
Стефан Шкрбо (нем. Stefan Skrbo; род. 23 января 2001, Австрия) — австрийский футболист, нападающий клуба «Тироль».

## Клубная карьера
Шкрбо — воспитанник клубов «Йенбах», «Шварц», «АКА Тироль», «Бэд Аиблинг» и «Тироль». В 2021 году в матче против «Ред Булл Зальцбург» он дебютировал в австрийской Бундеслиге в составе последнего. 12 февраля 2022 года в поединке против «Штурма» Стефан забил свой первый гол за «Тироль». 